# Trichaphodius misellus
Trichaphodius misellus är en skalbaggsart som beskrevs av Karl Henrik Boheman 1857. Trichaphodius misellus ingår i släktet Trichaphodius och familjen Aphodiidae. Inga underarter finns listade i Catalogue of Life.